# Rue Saint-Honoré
A Rue Saint-Honoré é uma rua de Paris localizada no 1.º e 8.º arrondissements de Paris.

## Localização e acesso
Atualmente, esta rua de 1 840 metros de comprimento, que faz parte do 1.º arrondissement, é partilhada entre os bairros de Les Halles, Palais-Royal, Place-Vendôme e Madeleine.
Ela é cercada de vários museus.
Ela é servida pelas estações Châtelet, Les Halles, Châtelet - Les Halles (linhas 1, 4, 7, 11 e 14 do Metropolitano de Paris), o RER A, B e D no início da rua, pela Porte Marguerite-de-Navarre; pela estação Palais Royal - Musée du Louvre (linhas 1 e 7) em direção ao meio da rua e pela estação Concorde (linhas 1, 8 e 12) no final da rua, via rue Saint-Florentin.

## Origem do nome

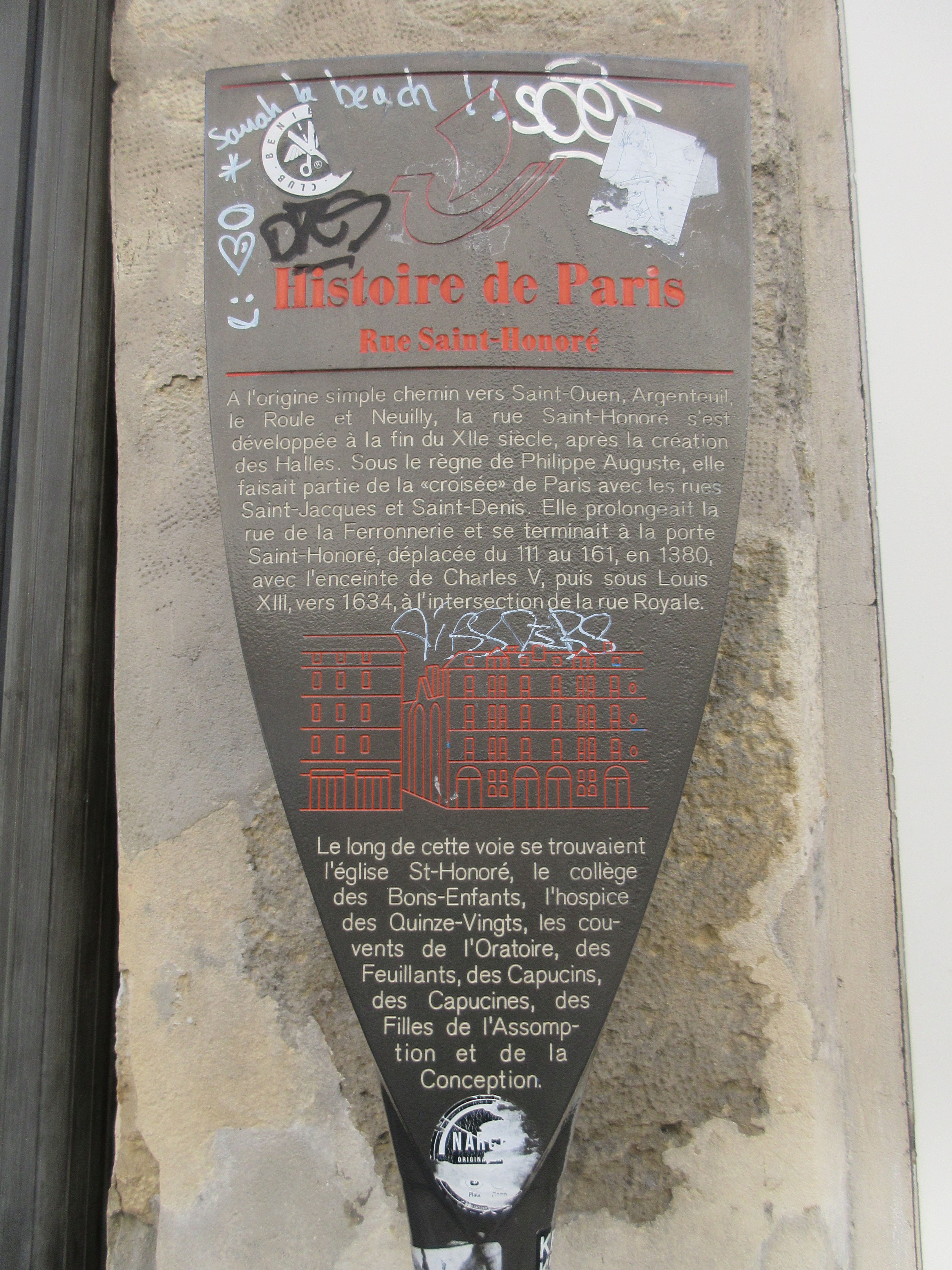
Painel História de Paris
"Rue Saint-Honoré"

Deve o seu nome à antiga Igreja Colegiada de Saint-Honoré, com o nome do santo Honório de Amiens, que foi outrora situada no claustro de Saint-Honoré, cujo local é atualmente ocupado pelo local do Ministério da Cultura, dito de Bons-Enfants.

## Histórico

### Constituição
A Rue Saint-Honoré é uma estrada muito antiga de Paris, uma extensão para oeste de um decumanus galo-romano de Lutécia. Originalmente, a rua era um caminho que ia para Saint-Ouen, Argenteuil e Neuilly. Desenvolveu-se no final do século XII; sob o reinado de Filipe Augusto, ela fazia parte do cruzamento com a rue Saint-Denis e a rue Saint-Jacques. Ela estendia a rue de la Ferronnerie.
Esta rota é citada no Le Dit des rues de Paris por Guillot de Paris na forma "Rue Saint-Honouré".
Ela é citada sob o nome de "Grand rue faulxbourg Saint Honnoré", em um manuscrito de 1636.
Ela portava os seguintes nomes:
- da rue Tirechappe (desaparecida) para a rue de l'Arbre-Sec: "rue du Chastiau Festu", 1300, ou "rue du Château Fêtu", por causa de uma casa chamada "Chastiau-Festu"
Ela é citada no Le Dit des rues de Paris, por volta de 1300, na forma "Chastiau Festu";
- da rue de la Lingerie para a rue de la Tonnellerie: "rue de la Chausseterie", de 1300 ao século XVIII. Esta parte é citada sob o nome de "rue de la Chausseterie" em um manuscrito de 1636;
- da rue de l'Arbre Sec à segunda Porta Saint-Honoré, que mais tarde se tornou a rue du Rempart (desaparecida): "rue de la Croix-du-Tirouer","rue de la Croix-du-Tiroir","rue du Traihoir" ou "rue du Traihouer","rue du Trayoir" ou "rue du Trahoir", "rue du Triouer" ou "rue Trioir" entre o século XIII e o século XIV; depois "rue de la Chaussée Saint-Honoré" a partir de 1450;
- entre a rue du Rempart e a rue Royale: "chemin de Clichy", 1204; "grand chemin Saint-Honoré", 1283; "chaussée Saint-Honoré", 1370; "grand chemin de la porte Saint-Honoré", 1392; "chemin Royal", 1393 ; "nouvelle rue Saint-Louis", 1407; "Grand'rue Saint-Louis", 1421; "rue Neuve Saint-Louis", 1430; "grande rua de Faubourg Saint-Honoré", 1609; "chaussée Saint-Honoré", 1634; "rue Neuve Saint-Honoré", 1638.

Durante as Guerras religiosas, em 1590, durante o cerco de Paris, a rua foi bombardeada por a artilharia do rei da França Henrique IV.
Em 1817,. esta rua começava no 1-2, rue de la Lingerie e no 19-20, rue des Déchargeurs e terminava no 17-12, rue Royale e no 27-16, boulevard de la Madeleine.
Naquela época, os números da rua eram vermelhos. e o último número ímpar era o no 389 e o último número para o no 420.
A rua fazia parte dos antigos 4.º, 3.º, 2.º e 1.º arrondissements de Paris e passava por vários bairros:
- antigo 4º arrondissement:
  - números ímpares de 1 a 231: antigo quartier de Saint-Honoré;
  - números pares de 2 a 34: antigo quartier des Marchés;
  - números pares de 76 a 192: antigo quartier de la Banque de France;
- antigo 3º arrondissement:
  - números pares de 36 a 74: antigo quartier de Saint-Eustache;
- antigo 2º arrondissement:
  - números pares de 194 a 354: antigo quartier do Palais-Royal;
- antigo 1º arrondissement:
  - números ímpares de 233 a 289: antigo quartier des Tuileries;
  - números pares de 356 a 420: antigo quartier da Place Vendôme.

Em 1854, os primeiros números da rue Saint-Honoré foram removidos por ordem do Barão Haussmann para fazer a rue des Halles, recentemente perfurada, para ligar a Place du Châtelet às Halles de Paris construídas por Victor Baltard.
A Rue Saint-Honoré agora começa no 33, logo após o 21, rue des Halles (conjunto histórico do Hôtel des Maréchaux de Villeroy e da Crémerie de Paris).
Os números ímpares da rue Saint-Honoré param hoje no 283. Os números mais altos vêm de uma numeração antiga para a qual não temos correspondência. É talvez o mesmo para certos números pares da mesma época.
Em 1966, a parte entre o Palais-Royal, o Théâtre Français e a Place André-Malraux era chamada de "Place Colette".

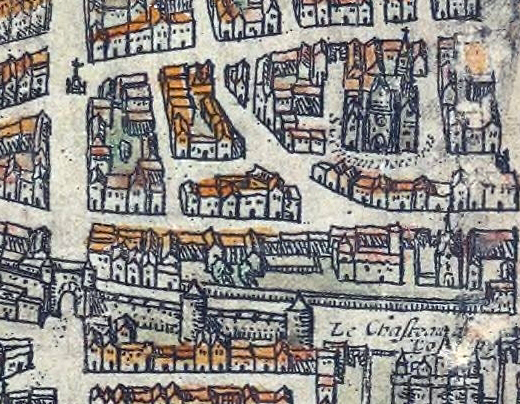
Porte Saint-Honoré do Muro de Filipe Augusto por volta de 1530, Plano de Braun e Hogenberg.
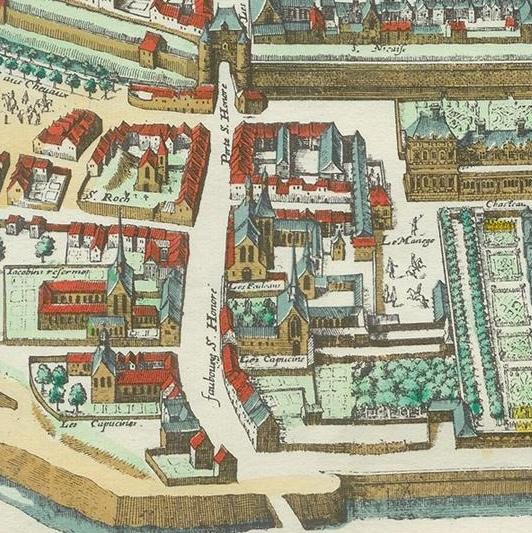
Detalhe do Plano de Mérian de 1615 (norte à esquerda): a segunda porta (acima) do século XIV o Faubourg atravessado pela rua Saint-Honore e o bastião do século XVII (parte inferior).
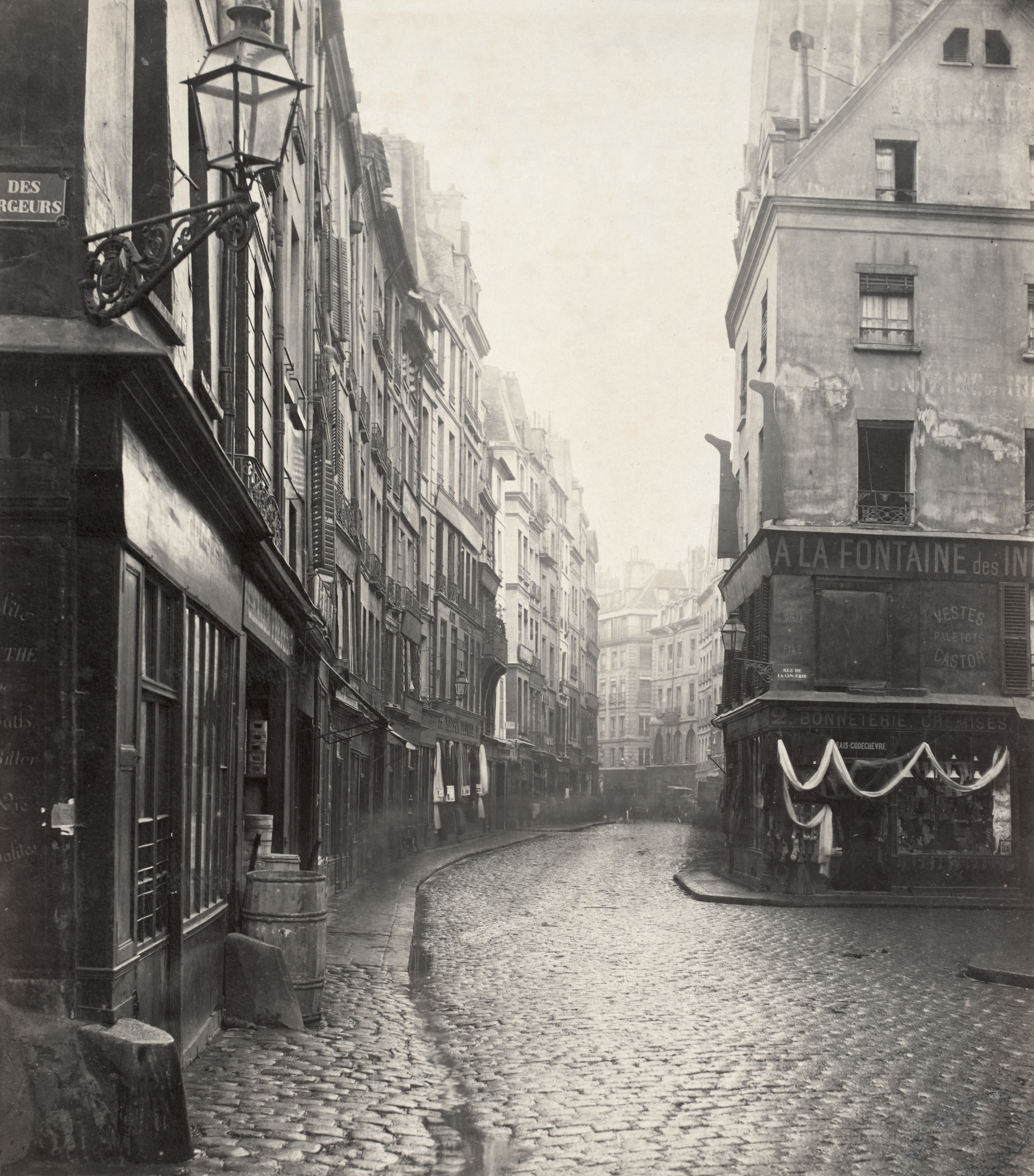
A rua ao nível da rue des Déchargeurs por volta de 1853-1870 (fotografia de Charles Marville).
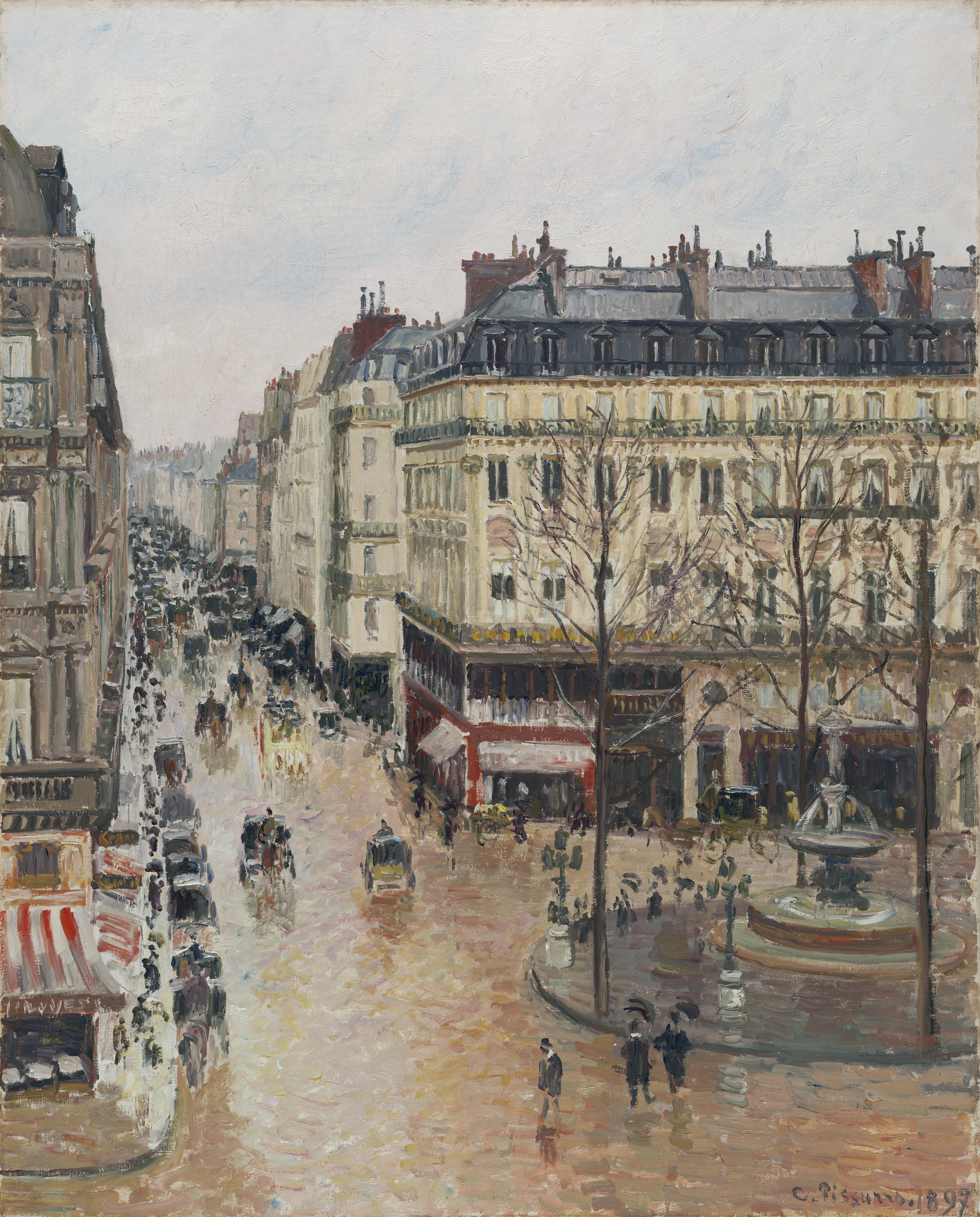
Camille Pissarro, Rue Saint-Honoré (1897), Museu Thyssen-Bornemisza (Madrid). Vista do Hôtel du Louvre, voltado para o oeste.

### Uma rua "revolucionária"

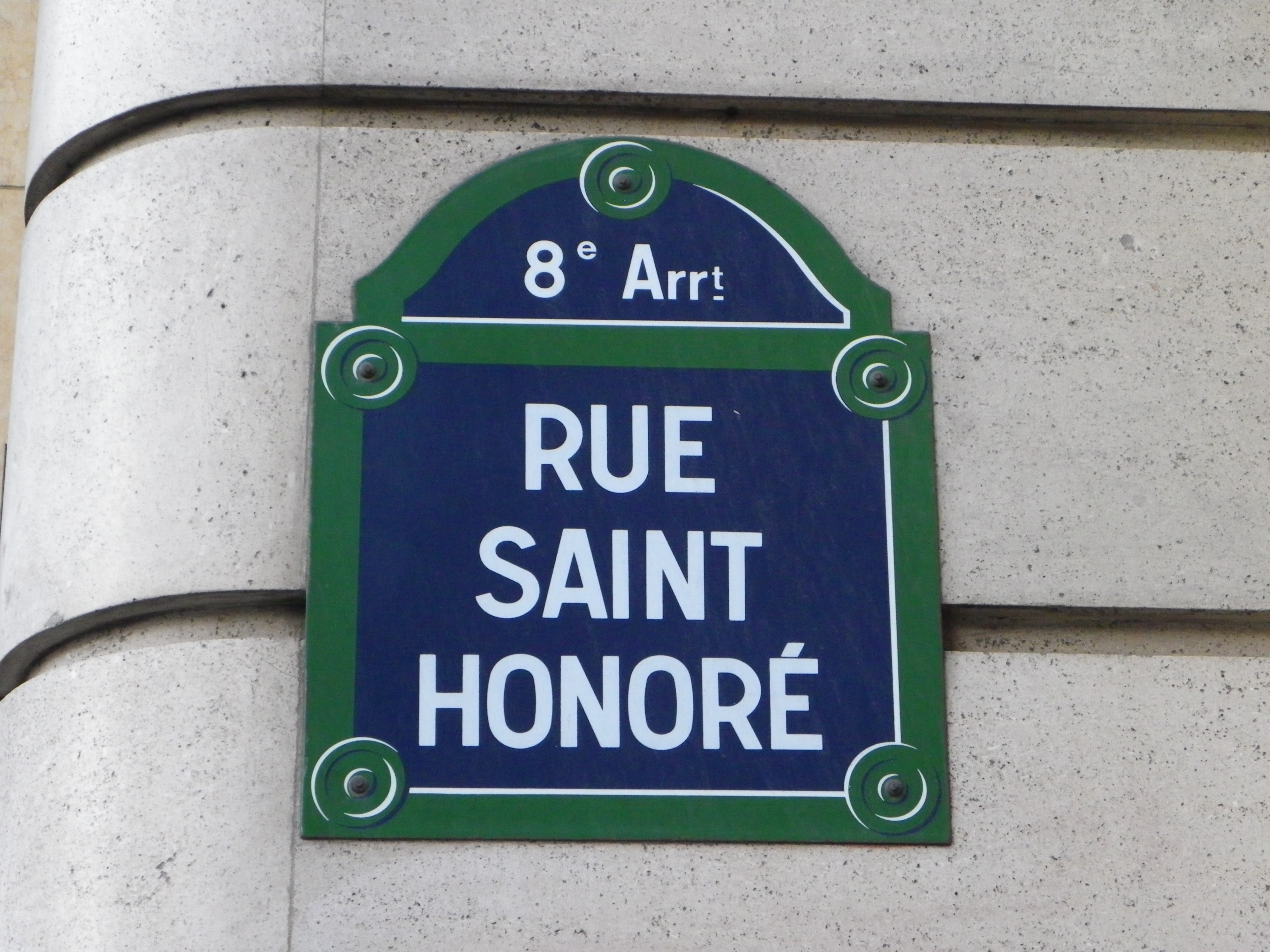
Placa da Rue Saint-Honoré.

Rua de todas as revoluções, onde foi inventada a "barricada", na esquina da rue de l'Arbre-Sec, no dia do mesmo nome (Dia das Barricadas), em 12 de maio de 1588. Episódio que viu a vitória de Guise na Henrique III e a fuga deste para fora de Paris.
De 1790 a 1795, durante a Revolução Francesa, a Seção das Guardas Francesas se reuniu na igreja do Oratório do Louvre, no 145 da rua.
Nesta rua, entre a rue de l'Échelle e a rue de Rohan, ocorreram as primeiras lutas dos Três Gloriosos contra a tropa, em 27 de julho de 1830, e que a primeira barricada foi erguida; batalhas que inspiraram Eugène Delacroix em sua famosa pintura A Liberdade guiando o povo.
Durante a Revolução de 1848, o Club du Rhône reunia-se perto da Capela da Assunção, o Clube de Amigos Fraternos tinha a sua sede no no 19, e Étienne Cabet realizava suas Reuniões icárias lá. Vários outros clubes realizaram suas reuniões lá. Bakunin fez um discurso lá no final de 1847 em comemoração à Revolução polonesa de 1830.
O Abade Morellet morou nesta rua. Adepto do liberalismo econômico, enciclopedista protegido por Marie-Thérèse Rodet Geoffrin, conhecida como Madame Geoffrin, isso não o impediu de ser enfeitado em 11 de junho de 1760 para o seu Préface de la Comédie des philosophes.
Jean-Baptiste Drouet ficou lá. Este mestre de posto de Sainte-Ménehould, que prendeu Luís XVI em Varennes, se tornou membro da Convenção. Ele participou da Conspiração dos Iguais que se reunia em sua casa para preparar a tentativa de insurreição contra o Diretório em maio de 1796.
Também encontramos na área muitos personagens de romances, como O Corcunda, de Paul Féval, que, voltando a Paris para confundir Gonzague, ali se esconde com Aurore de Nevers.

## Edifícios notáveis e lugares de memória

### Da rue des Halles à rue de l'Oratoire
- Nº 14: o estudioso Claude Bernard mudou-se para esta casa em 1863.
- Nº 19: o casal Marguerite Durand-Georges Laguerre viveu lá antes de sua separação em 1891[4]
- Nº 22: a partir de 1849, local da loja central da Associação Laboriosa e Fraterna dos Trabalhadores Sapateiros, cooperativa de inspiração fourierista.
- Nº 47: residência de Antoine de Lavoisier, um químico eminente, mas também Fazendeiro Geral, que ocupou esta função, como todos os seus colegas, guilhotinado em 1794.
- Nº 60: sede do Club des Prévoyants durante a Revolução de 1848.
- Nº 75: residência de Napoleon Bazin, membro de várias sociedades secretas republicanas, implicado no ataque de Quénisset contra o duque de Aumale, filho de Luís Filipe I, ao retornar da Argélia em 1841.
- Nº 82: residência de François Chabot, ex-capuchinho, autor do Catecismo dos sans-culottes, deputado à Convenção, membro do Comité de Segurança Geral, implicado por tráfico de influência no escândalo da Companhia das Índias, julgado com Danton e guilhotinado em 5 de abril de 1794.
- Nº 86: residência onde em junho de 1901 se hospedou Ranavalona III, última rainha no exílio de Madagascar.[5]
- Nº 91: entrada para a Village Saint-Honoré, um pequeno terreno comercial onde estão localizados vários galerias de arte e antiquários. Em 1976, Mila Parély manteve a loja que Jean Marais abriu em Paris, no 91, rue Saint-Honoré, sob o signo Jean Marais, potier, onde vendia sua cerâmica.[6]

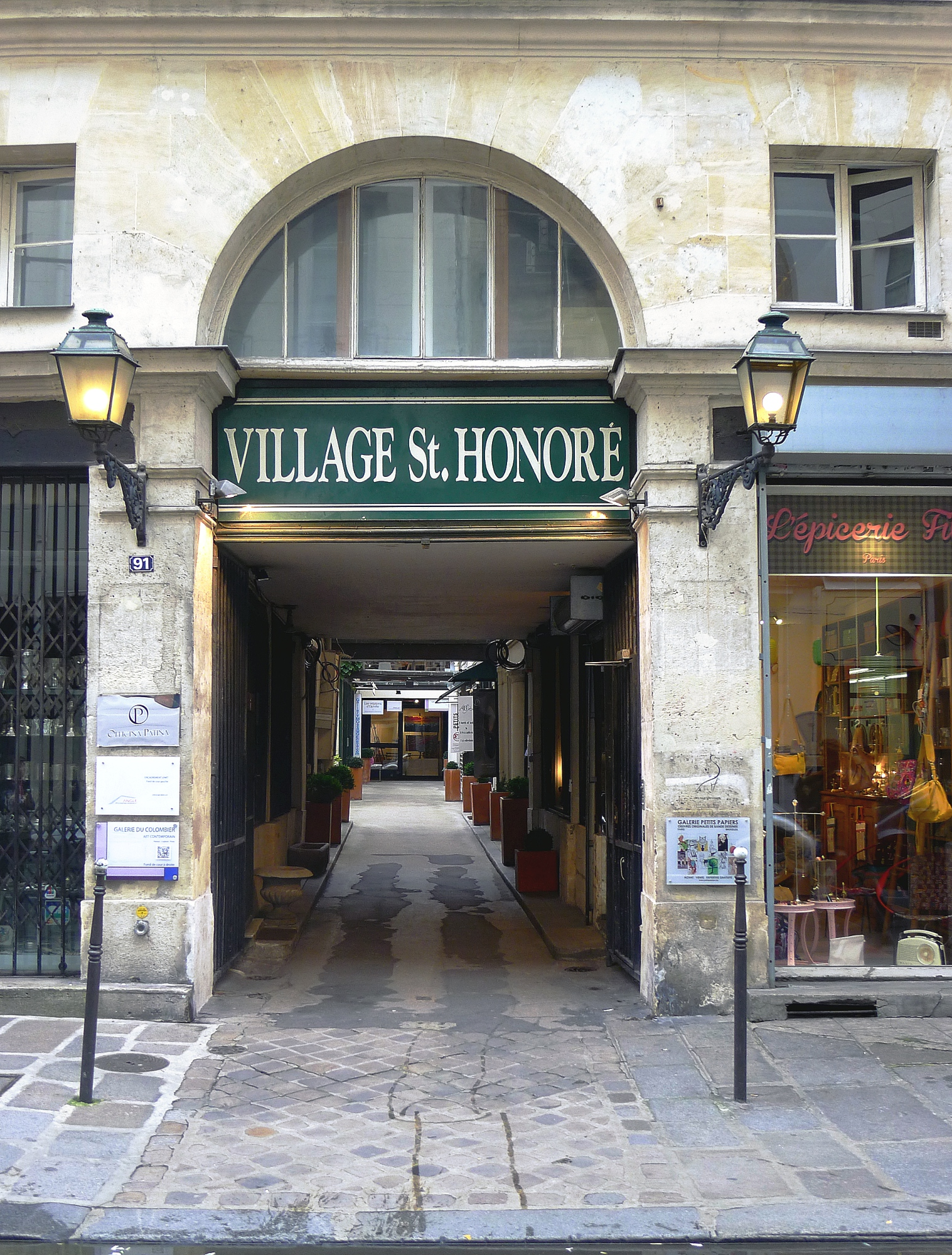
Nº 91 : entrada para a vila de Saint-Honoré.
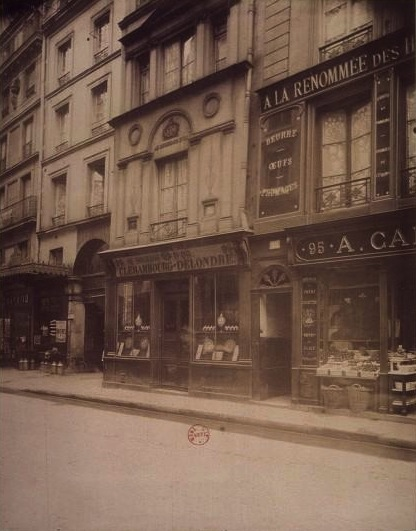
Nº 93 em 1908.
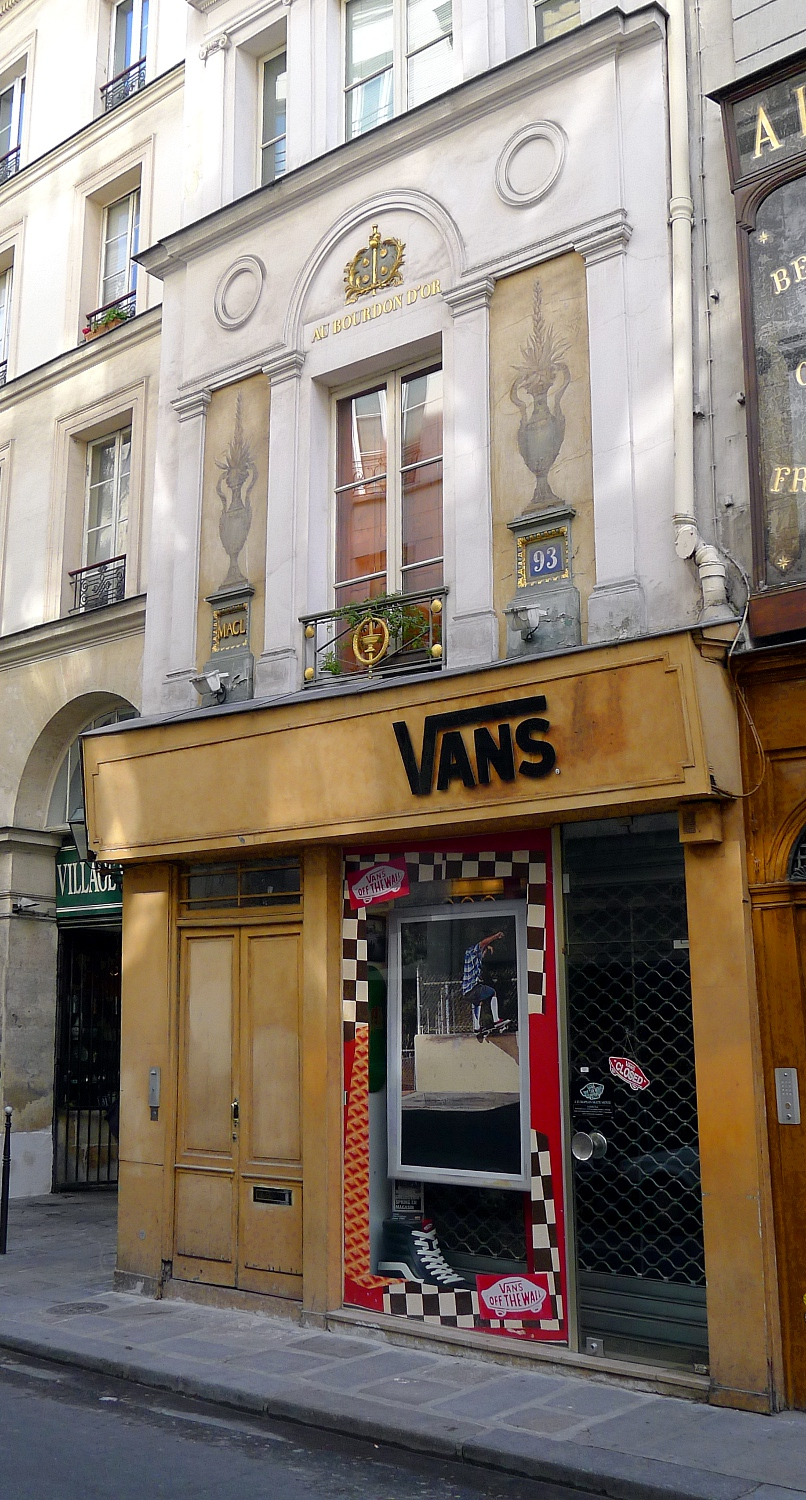
Nº 93 do nosso tempo.
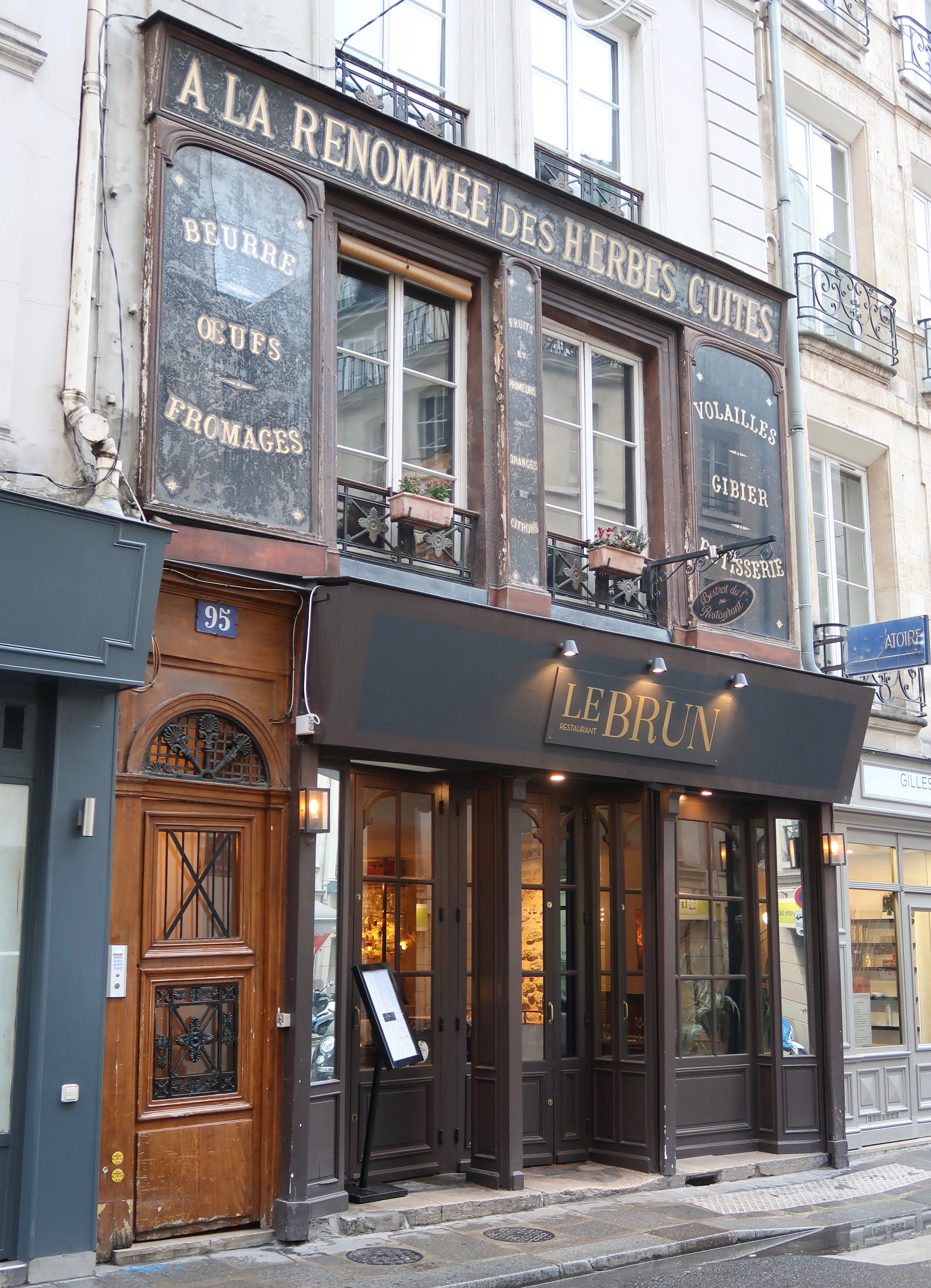
Nº 95.
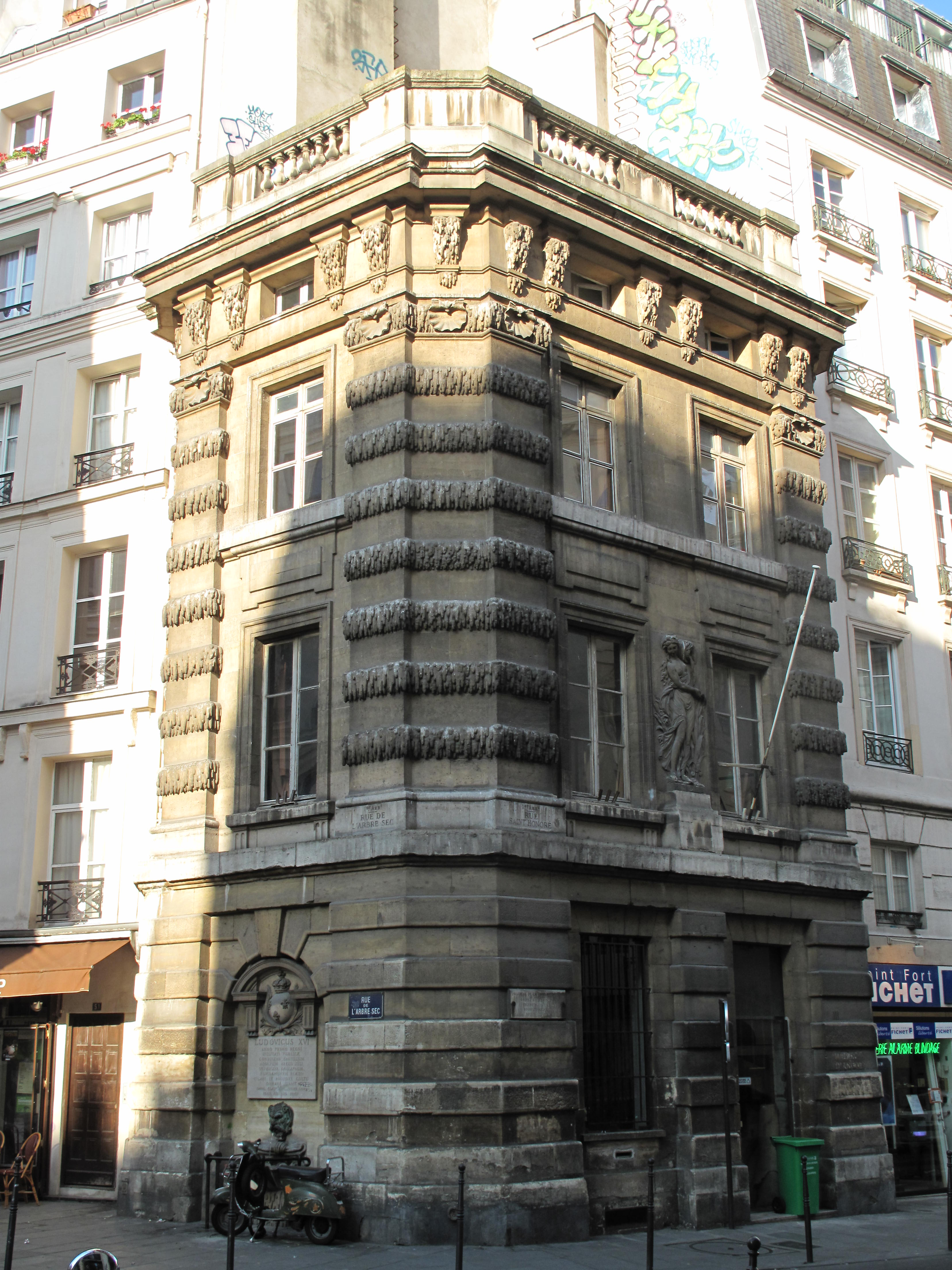
Nº 111 : fontaine de la Croix du Trahoir.

- Nº 93: loja do boticário de Henrique IV de França na qual teria recebido atendimento após o desastroso ataque de 14 de maio de 1610. A fachada ainda ostenta a placa Au Bourdon d'or, que ficou famosa pela fotografia tirada por Eugène Atget em 1908..[7] Está classificado como monumentos históricos.[8]
- Nº 96 (esquina com rue Sauval): localização do Pavillon des Singes, casa em que Molière nasceu em 15 janeiro  de  1622 ; uma placa comemorativa está afixada na fachada do prédio que o substituiu. Observe, no entanto, que nas proximidades, 31 rue du Pont-Neuf, uma placa errônea afirma a mesma coisa.[9][10] br>Residência de Richard Wagner durante uma estada em Paris em 1839.
- Nº 108: residência de Jean-Jacques Pillot, membro da Associação Internacional de Trabalhadores, signatário do Cartaz Vermelho, eleito para a Comuna em 1871.
- Nº 111: encruzilhada da Croix du Trahoir, uma das mais movimentadas de Paris durante séculos. Estação das cadeiras, criada em 1639. Há uma fonte lá desde 1359 1529 data aceita. A que vemos hoje é de 1776.
Ali ocorreu a prisão de Pierre Broussel, conselheiro do Parlamento de Paris. Constituirá o ponto de partida de la Fronda, em 26 de agosto de 1648.
- Nº 115: em 1762, Louis Claude Cadet de Gassicourt abriu uma farmácia lá..[11] Axel de Fersen comprou lá a tinta simpática que costumava se corresponder com Maria Antonieta da Áustria de 1774. Jean-François Derosne e Charles Derosne fizeram sua formação como farmacêuticos.[12] A loja ainda hoje abriga uma farmácia.
- Nº 118: residência de Jean-Baptiste Treilhard, membro do Comitê de Segurança Pública então diretor.
- Nº 121 a 125: localização do hôtel d'Aligre ou "Schomberg et d'Aligre", antigo hôtel particulier do século XVII (desaparecido).
Oficina de Philipp Wilheim Mathe, conhecido como Creutz ou Kreutz, também conhecido como Curtius, anatomista e barbeiro convidado para a França pelo príncipe de Conti em 1770. Ele esculpiu as efígies de cera de figuras proeminentes da época; bustos que, durante a Revolução, foram para alguns objeto de estações triunfais, como as de Necker e do duque de Orléans, e para outros ocasião de incinerações, como as do Papa e de La Fayette.
- Nº 123: localização da corte de Aligre onde se realizava uma reunião política pública no final do Segundo Reinado.
- Nº 129: local de nascimento de Louis Hébert, primeiro colono francês da Nova França, nascido em 1575 e estabelecido em Acádia em 1606. Uma placa o homenageia.

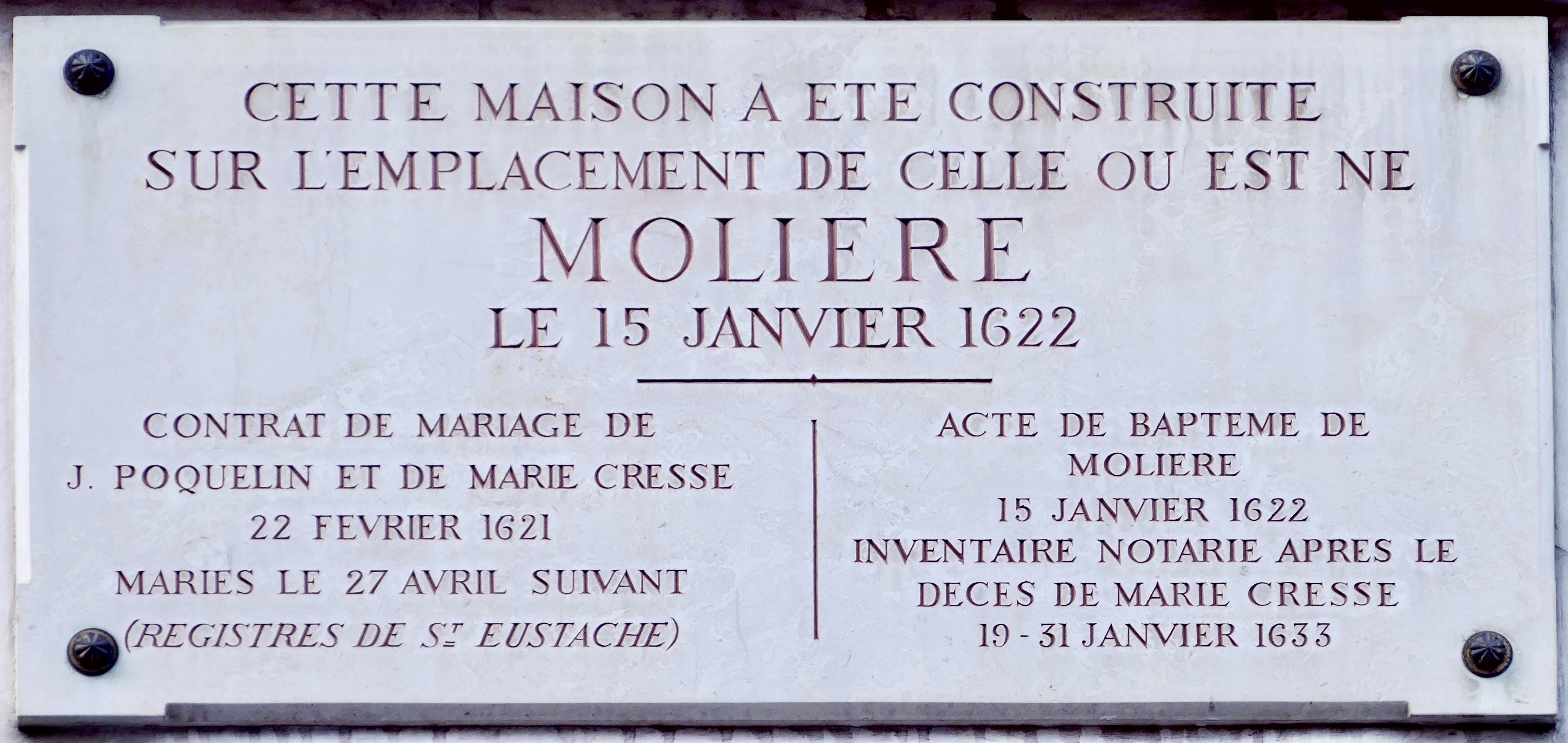
Nº 96: placa marcando o local de nascimento de Molière.
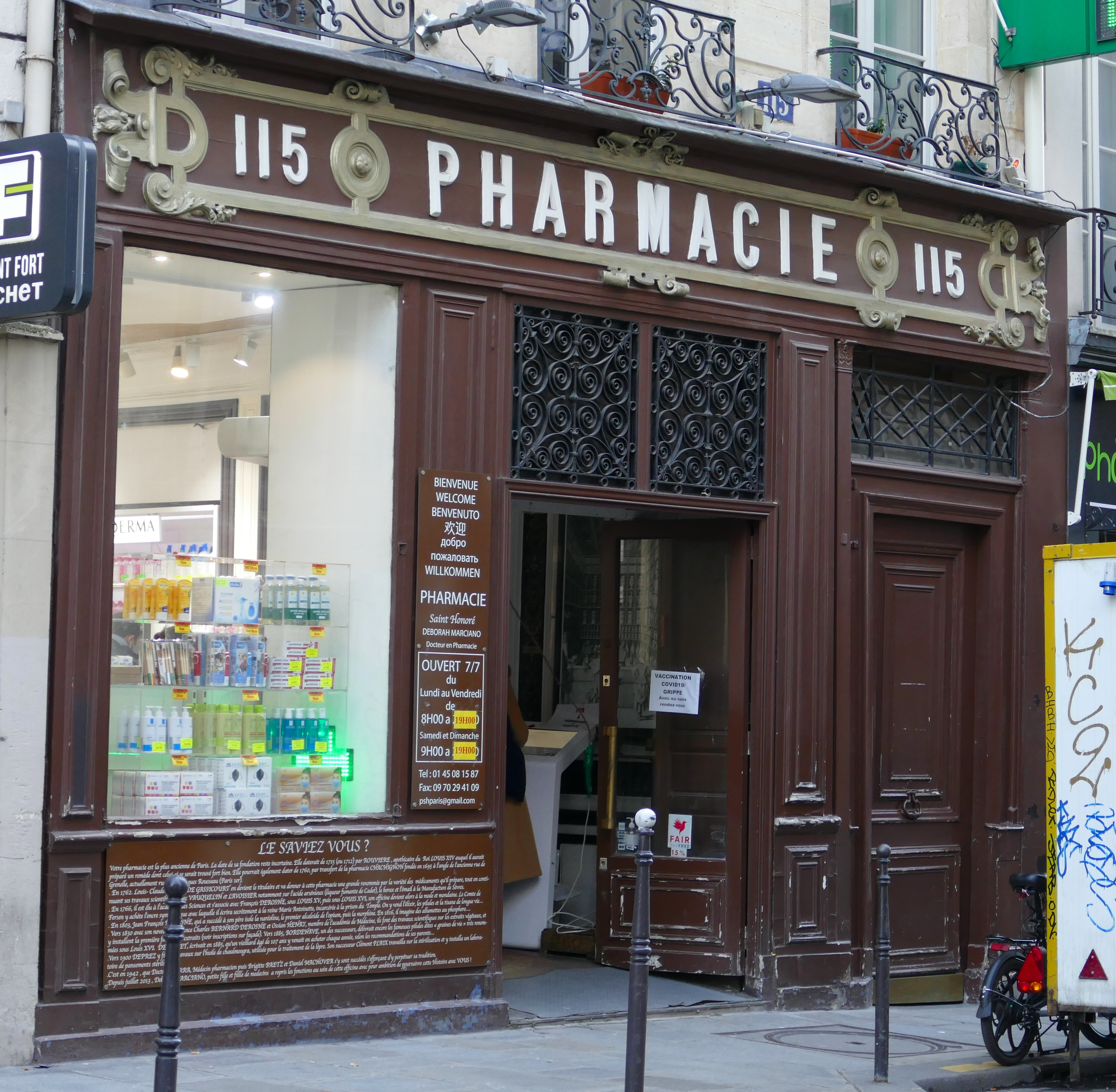
Nº 115: farmácia considerada a mais antiga de Paris (ver ampliação do painel explicativo).
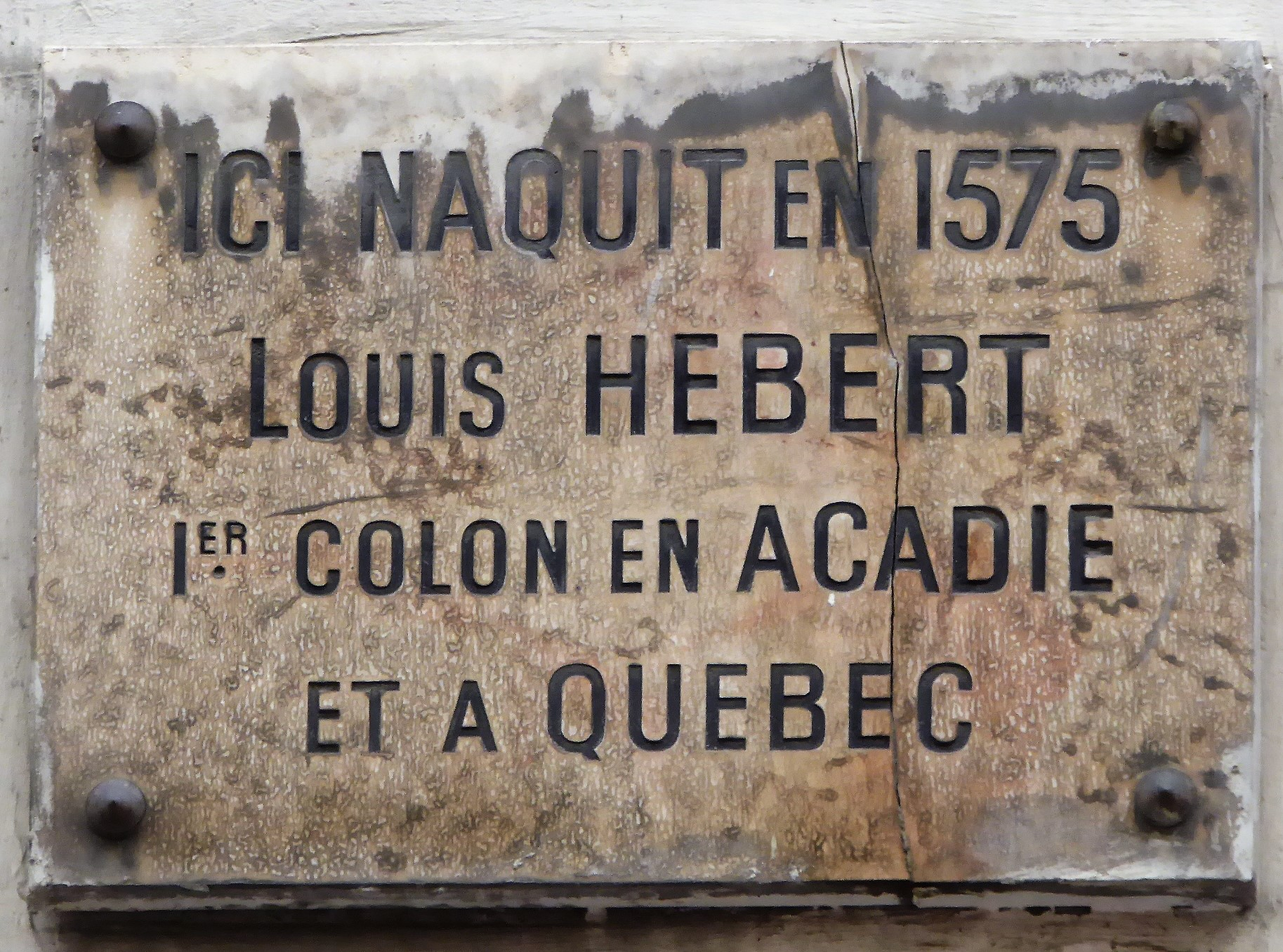
Nº 129: placa em homenagem a Louis Hébert.

### Da Rua de l'Oratoire à place André-Malraux
A atual rua de l'Oratoire ocupa o local da passeio intra-muros do antigo Recinto de Philippe Auguste (ver antiga rue d'Ecosse), construída no final do século XII. Ligeiramente a oeste de sua interseção com a rue Saint-Honoré, um portão da cidade fortificado permitia a travessia da muralha.
- Nº 145: o edifício do Oratório do Louvre foi construído no local de uma seção da antiga muralha, nivelada para esse fim em 1621, ano do lançamento da primeira pedra. Deve-se ao rápido desenvolvimento da Sociedade do Oratório de Jesus e Maria do Padre Pierre de Bérulle e teve como vocação inicial a substituição da pequena capela que esta congregação tinha-se instalado em 1616 no antigo hôtel du Bouchage na rue du Coq (atual rue de Marengo) e cuja capacidade de acolhimento já se tinha tornado insuficiente. Nesta capela real do Louvre pregaram Jacques-Bénigne Bossuet e Nicolas Malebranche..[13] Durante a Revolução, tornou-se a sede da Section de l'Oratoire, de 1790 a 1792, depois Section des Gardes-Françaises de 1793 a 1795. O edifício foi atribuído por Napoleão ao culto Reformado em 1811.

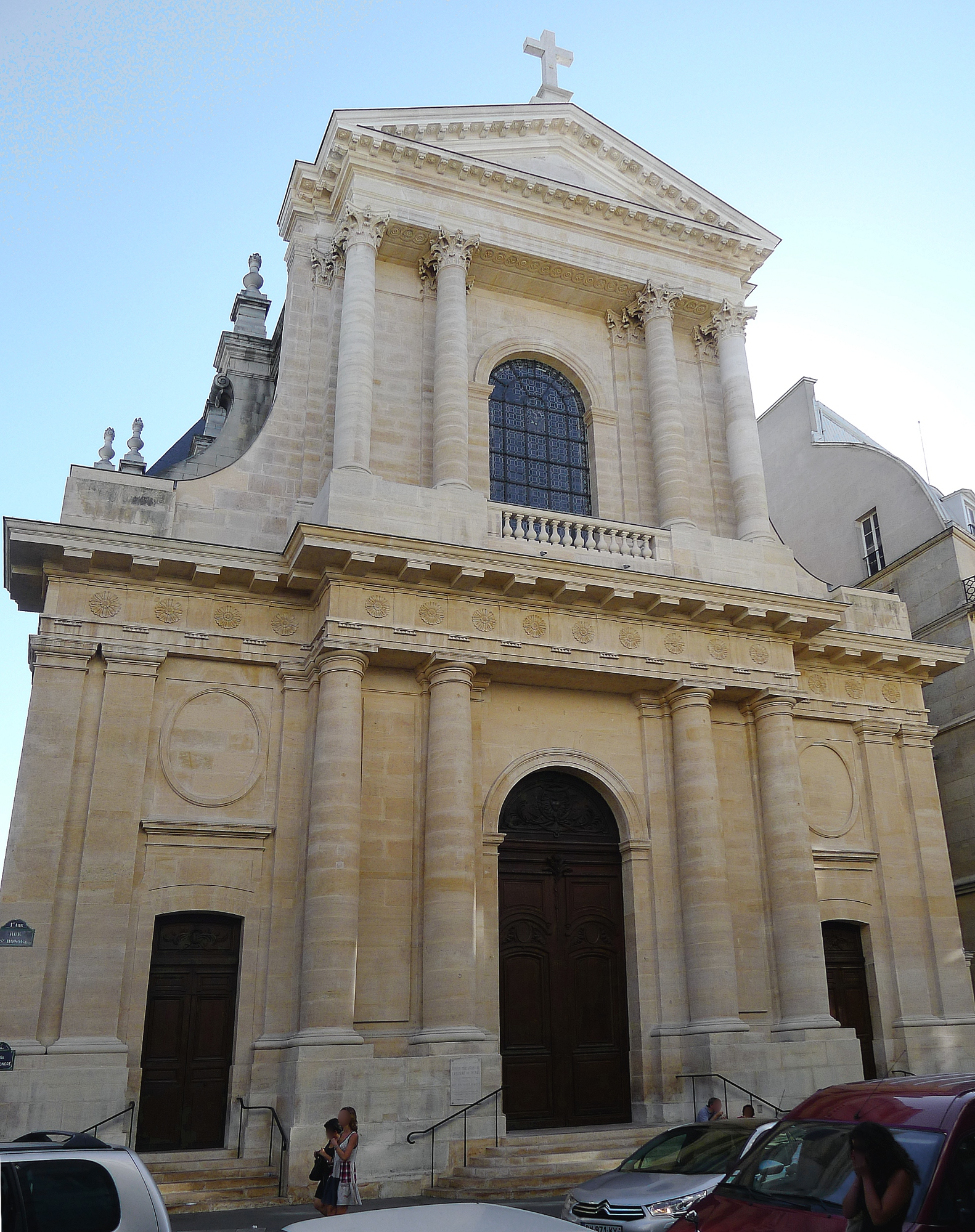
Templo protestante do Oratório do Louvre

- Entre Nº 146, 148 e 152 : localização da primeira Porta Saint-Honoré, construída no final do século XII e destruída antes de meados do século XVI. Entre os números 148 e 150, um poço muito antigo atravessa vários níveis de adega.
- Nº 151: o centro comercial Loubres de antiguidades, instalado no antigo Grands Magasins du Louvre.
- Nº 176: em 1831, localização da loja À la levrette, utensílios de caça, pesca e cavalariça Longuemare Jeune. Antiga loja de pólvora dos príncipes.[14]
- Nº 182 a 192: Edifício Bons-Enfants, filial do Ministério da Cultura. O edifício da rue Saint-Honoré foi construído em 1919 por Georges Vaudoyer para abrigar as reservas dos Grands Magasins du Louvre. Foi ocupado pelo Ministério das Finanças entre 1941 e 1989.[15] Em 2000 e 2004, todo o quarteirão entre a rue Saint-Honoré, rue des Bons-Enfants, rue Croix-des-Petits-Champs e Montesquieu passou por uma vasta operação de reestruturação para receber o Ministério da Cultura. As fachadas das ruas são revestidas em malha metálica pelos arquitetos Francis Soler e Frédéric Druot. Este complexo de edifícios ocupa o local da antiga igreja colegiada de Saint-Honoré[16][17]
- Nº 194: residência de Paul Barras em 1789.
- Nº 198: café du Garde-Meuble. Residência de Abade Barbotin, deputado do clero nos Estados Gerais; um dos mais violentos opositores do voto per head que vai provocar a ruptura entre o rei e a Assembleia.
- Nº 202: uma das primeiras salas da Ópera de Paris. Os italianos, que haviam sido expulsos por soberano Luís XIV, aí regressaram triunfalmente com as tropas de Luigi Riccoboni, conhecido como "Lélio", sob a regência de Philippe d'Orléans em 18 de maio de 1716. O théâtre du Palais-Royal sofreu vários incêndios e foi finalmente substituído pelo salão do Théâtre de la Porte-Saint-Martin.
- Nº 204: o Palais-Royal.
- Entre Nº 155 e 161: localização, de 1260 a 1779, do antigo Quinze-Vingts Hospice fundado por Louis IX para abrigar 300 pobres cegos pessoas. Foi transferido em 1779 para o Faubourg Saint-Antoine, na atual rue de Charenton.

### Da rue Saint-Roch à rue Royale

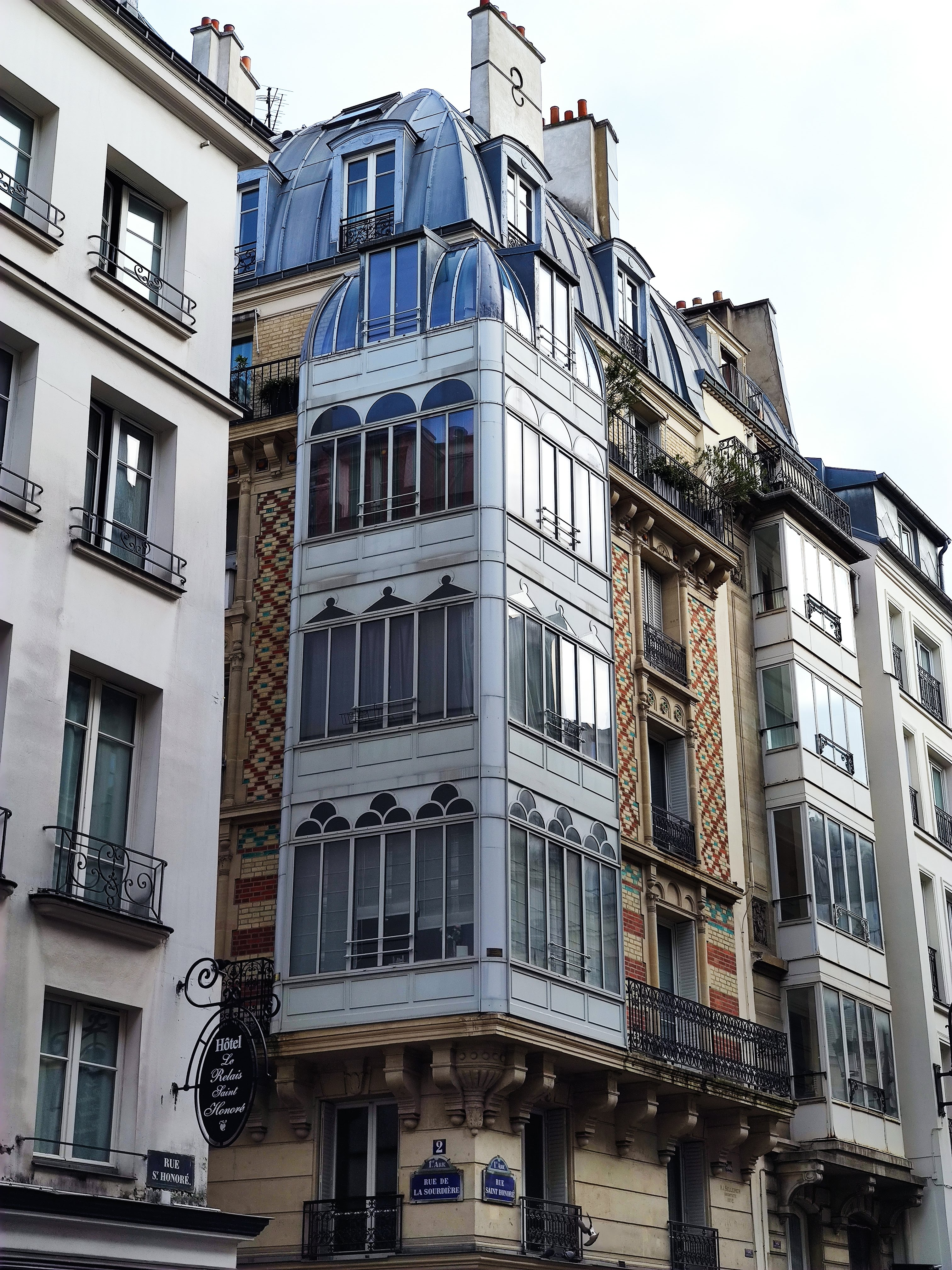
Nº 306.

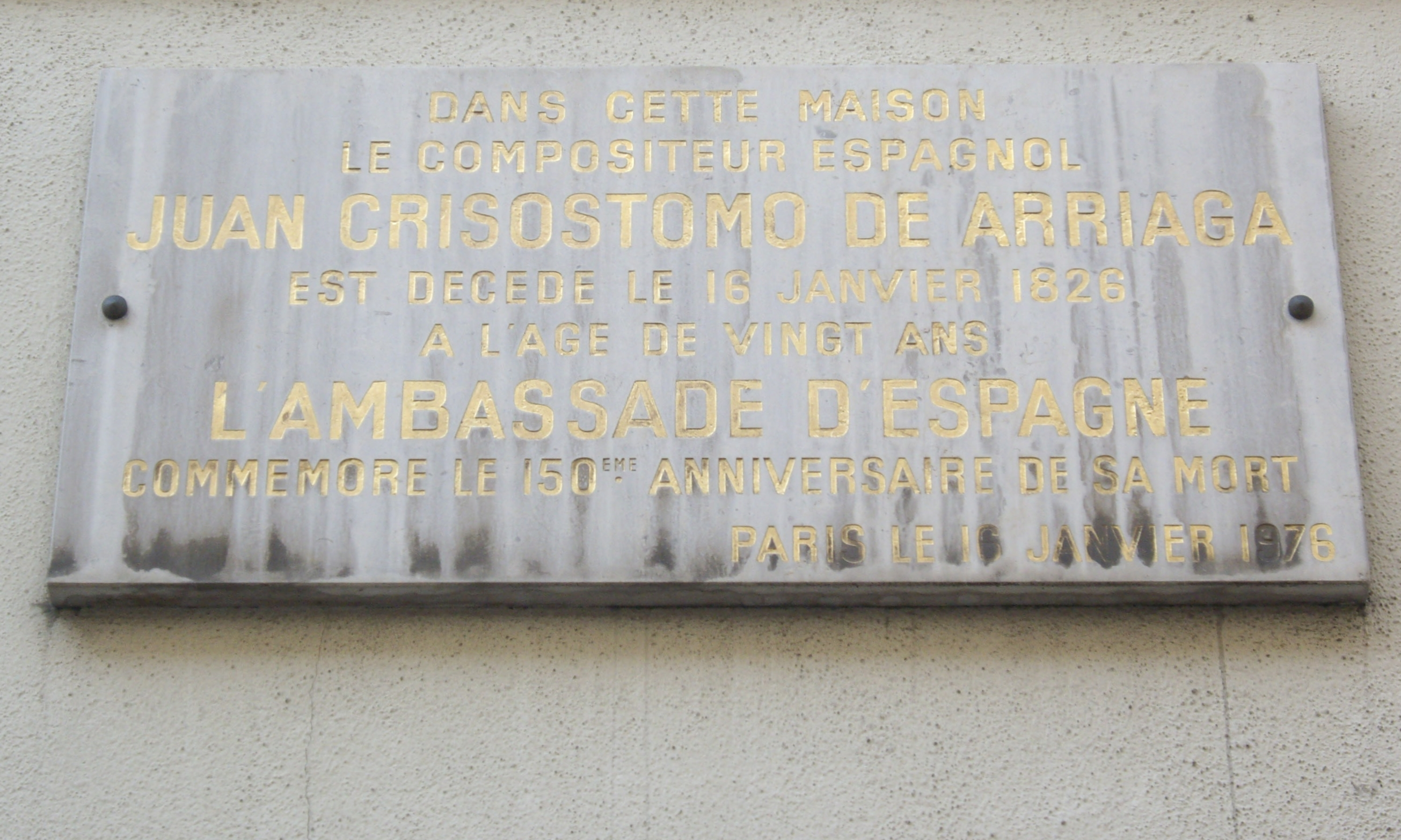
Placa no nº 314.